# Euplexia albirena
Euplexia albirena là một loài bướm đêm trong họ Noctuidae.